# 树林圣母朝圣所
树林圣母朝圣所（Santuario di Nostra Signora del Boschetto）是一座罗马天主教教堂，位于意大利利古里亚大区热那亚广域市卡莫利的恩里科·菲加里街。

## 历史
传说在1518年7月2日，圣母玛利亚向牧羊女安吉拉显现。随后建造了一座小堂，随后在1612年至1631年间建造了现在的朝圣所和修道院。
1818年8月30日，圣母显现三百周年之际，教宗庇护七世为圣母像加冕。1955年3月27日，庇护十二世宣布树林圣母为卡莫利的主保圣人。
朝圣所是海事、渔业和航运从业者还愿的场所。